# Battaglia del Tenaru
La battaglia del Tenaru, spesso chiamata anche battaglia del fiume Ilu o del torrente Alligator, fu combattuta nel 21 agosto 1942, nell'ambito della campagna di Guadalcanal impegnata durante la guerra del Pacifico della seconda guerra mondiale tra l'esercito imperiale giapponese e le forze dei Marine e del protettorato inglese delle isole Salomone. Questa battaglia fu la prima azione di terra dei giapponesi durante la battaglia di Guadalcanal.